# Akira Yoshimura
Pour les articles homonymes, voir Yoshimura.
Akira Yoshimura (吉村 昭, Yoshimura Akira), né le 1er mai 1927 à Tokyo et  
mort le 31 juillet 2006 à Mitaka, est un auteur japonais de romans et nouvelles. Son œuvre s'inspire de légendes japonaises (Naufrages) ou bien encore de faits divers souvent liés à la Seconde Guerre mondiale (La Guerre des jours lointains). Son style d'écriture souvent assez sombre est d'une remarquable précision, presque chirurgicale. Il était l'époux de l’écrivaine Setsuko Tsumura.
Le roman Liberté conditionnelle a servi de base au film L'Anguille de Shōhei Imamura. Le roman Naufrages a également été adapté au cinéma (en français) par Dominique Lienhard sous le titre Des Feux dans la Nuit, film sorti en France en 2022. 

## Œuvres traduites en français
- 1953-1964 : L'Arc-en-ciel blanc, quatre nouvelles (L'Arc-en-ciel blanc ; Un été en vêtements de deuil ; Étoiles et Funérailles ; Le Mur de briques) traduites par Martin Vergne, Arles, Actes Sud, coll. « Lettres japonaises », 2012  (ISBN 978-2-330-00617-4)
- 1959-1962 : La Jeune Fille suppliciée sur une étagère (少女架刑), suivi de Le Sourire des pierres, deux nouvelles traduites par Rose-Marie Makino-Fayolle, Arles, Actes Sud, coll. « Lettres japonaises », 2002 ; réédition, Arles, Actes Sud, coll. « Babel » no 773, 2006
- 1966 : Voyage vers les étoiles précédé de Un spécimen transparent (星への旅), deux nouvelles traduites par Rose-Marie Makino-Fayolle, Arles, Actes Sud, coll. « Lettres japonaises », 2006 ; réédition, Arles, Actes Sud, coll. « Babel » no 1224, 2013  (ISBN 978-2-330-02692-9)
- 1967 : Le Convoi de l'eau (水の葬列), roman court traduit par Yutaka Makino, Arles, Actes Sud, coll. « Lettres japonaises », 2009 ; réédition, Arles, Actes Sud, coll. « Babel » no 1059, 2011  (ISBN 978-2-7427-9777-6)
- 1967 : Mourir pour la patrie. Higa Shinichi, soldat de deuxième classe de l'armée impériale (殉国 陸軍二等兵比嘉真一), roman traduit par Sophie Refle, Arles, Actes Sud, coll. « Lettres japonaises », 2013  (ISBN 978-2-330-02684-4)
- 1973 : Le Grand Tremblement de terre du Kantô (関東大震災), essai, traduit par Sophie Refle, Arles, Actes Sud, coll. « Lettres japonaises », 2010 ; réédition, Arles, Actes Sud, coll. « Babel », 2020  (ISBN 978-2-330-13566-9)
- 1976-1988 : Un dîner en bateau (死のある風景), nouvelles traduites par Sophie Refle, Arles, Actes Sud, coll. « Lettres japonaises », 2020
- 1978  : La Guerre des jours lointains (遠い日の戦争), roman traduit par Rose-Marie Makino-Fayolle, Arles, Actes Sud, coll. « Lettres japonaises », 2004 ; réédition, Arles, Actes Sud, coll. « Babel » no 852, 2007  (ISBN 978-2-7427-7147-9)
- 1979 : Les Drapeaux de Portsmouth (ポーツマスの旗), traduit par Minoru Fukuyama, Éditions Philippe Picquier, 1990
- 1982 : Naufrages (破船), roman traduit par Rose-Marie Makino-Fayolle, Arles, Actes Sud, coll. « Lettres japonaises », 1999 ; réédition, Arles, Actes Sud, coll. « Babel » no 623, 2004  (ISBN 2-7427-4651-X)
- 1988 : Liberté conditionnelle (仮釈放), roman traduit par Rose-Marie Makino-Fayolle, Arles, Actes Sud, coll. « Lettres japonaises », 2001 ; réédition, Arles, Actes Sud, coll. « Babel » no 1099, 2012  (ISBN 978-2-330-00644-0)

## Son œuvre
Dans La Jeune fille suppliciée sur une étagère, une jeune fille de seize ans, morte d'une pneumonie et dont le corps a été vendu à un hôpital par ses parents, fait le récit méticuleux de son séjour en salle d'autopsie, jusqu'à son incinération. Même au columbarium, elle ne trouvera pas le repos. 
Dans Le Sourire des pierres, Eichi retrouve par hasard Sone, son ami d'enfance. Il est devenu voleur de statues de Bouddha et a tendance à pousser les jeunes femmes au suicide. Que penser quand il disparaît avec la sœur d'Eichi ? 
Dans la nouvelle Voyage vers les étoiles, un groupe de cinq jeunes gens partent en voyage vers la mer. L'objectif de ce voyage : mourir. Ils conduisent avec eux d'autres voyageurs décidés à se suicider. Une fois sur place, Keichi se rend compte de l'ampleur de la décision, mais l'effet de groupe aura raison de lui. 
Dans Un spécimen transparent, un homme de soixante ans travaille depuis toujours au prélèvement de spécimens osseux sur des cadavres en décomposition. Quand il était jeune, son beau père sculptait des scènes érotiques sur des os. Cet homme, Kenshiro, a un objectif : rendre les os les plus beaux possibles. Il mène en secret des expériences pour les rendre transparents, mais l'hôpital refuse de lui accorder un cadavre frais. Lorsque sa belle-fille meurt, il saisit l'occasion. Ce thème se retrouve également dans La Jeune fille suppliciée sur une étagère, à travers le personnage du Professeur Fukuzawa.

## Distinctions et récompenses
- 1966 : Prix Osamu Dazai pour Voyage vers les étoiles (星への旅?)
- 1973 : Prix Kan-Kikuchi
- 1984 : Prix Yomiuri pour Hagoku (破獄)
- 1987 : Prix de l'Académie japonaise des arts et membre de l'académie japonaise des arts en 1997
- 2006 : Troisième classe de l'Ordre du Soleil levant